# Fluazolat
Fluazolat ist eine chemische Verbindung aus der Gruppe der Phenylpyrazole.

## Eigenschaften
Fluazolat ist ein farbloser Feststoff, der praktisch unlöslich in Wasser ist. Es ist strukturell verwandt mit Pyraflufen-ethyl und wurde von Monsanto entwickelt.

## Verwendung
Fluazolat wird als Herbizid verwendet. Die Wirkung beruht auf der Hemmung der Photosynthese.

## Zulassung
Die Zulassung des Wirkstoffs für die Europäische Union wurde 1997 von der Twinagro Ltd. beantragt. Die Kommission bewertete die Unterlagen zunächst als vollständig und ließ mit der Entscheidung 98/676/EG die vorläufige Zulassung von Pflanzenschutzmitteln mit Fluazolat zu. Es wurden allerdings in keinem Land der Union Fluazolat-haltige Pflanzenschutzmittel zugelassen. Später wurden Lücken in den Antragsunterlagen erkannt, die der Antragsteller nicht beheben konnte oder wollte. Die Kommission nahm die Möglichkeit einer vorläufigen Zulassung 2002 wieder zurück.
In Deutschland, Österreich und der Schweiz sind keine Pflanzenschutzmittel mit dem Wirkstoff Fluazolat zugelassen.